# Slam dunk contest
Slam Dunk Contest er en årlig turnering arrangeret af det amerikanske basketballforbund NBA. Turneringen er en del af NBA All-Star Weekend, hvor der bliver spillet All Star kamp og 3-point shootout. 
| Basketball | Spire Denne artikel om basketball er en spire som bør udbygges. Du er velkommen til at hjælpe Wikipedia ved at udvide den. |